# Vliegbasis Kljoetsji
Vliegbasis Kljoetsji (Russisch: Ключи) is een vliegbasis van de Russische luchtmacht, gelegen op drie kilometer ten zuidwesten van het dorp Kljoetsji. De luchtmachtbasis is waarschijnlijk bedoeld als verdedigingsbasis voor het testgebied Koera 130 kilometer noordoostelijker, waar de inslag van ballistische raketten wordt getest.
Op ongeveer 12 plaatsen kunnen aanvalsvliegtuigen worden gestationeerd. Onduidelijk is of het vliegveld nog steeds in gebruik is voor militaire doeleinden, of dat het nu wordt ingezet voor de burgerluchtvaart. Googlesatellietbeelden tonen transportvliegtuigen (waaronder Antonov An-24's) en helikopters. Er was en/of is mogelijk een luchtmachteskader met Antonov An-26's gestationeerd.